# MUSIC 完美嘉音
「MUSIC 完美嘉音」是中島美嘉於2005年3月9日發行的第三張原創專輯。

## 概述
- 較之前的兩張專輯多收錄了許多新歌，而專輯內嘗試多元的曲風也受到極高的評價。
- 第一次挑戰搖滾歌曲（「Fed up」）。
- ORICON連續兩周最高第1名。銷量約55萬張

## 單曲銷量
- SEVEN：ORICON最高第3名。銷量約5.3萬張
- 火鳥：ORICON最高第9名。銷量約4萬張
- 朦朧月夜～祈願（迷你專輯）:ORICON最高第3名。銷量約11.1萬張
- LEGEND：ORICON最高第5名。銷量約6.8萬張
- 櫻花紛飛時：ORICON最高第5名。銷量約10.6萬張
- 一個人：ORICON最高第15名。銷量約2.6萬張

## 收錄曲目
1. 櫻花紛飛時
  - 作詞・作曲：川江美奈子／編曲：武部聰志
2. 朦朧月夜～祈願
  - 作詞：高野辰之、中島美嘉／作曲：岡野貞一、葉加瀨太郎／編曲：葉加瀨太郎
3. 火鳥
  - 作詞：湯川玲子／作曲：内池秀和／編曲：富田惠一
4. 蜘蛛絲
  - 作詞：中島美嘉／作曲：五島良子／編曲：森俊之
5. Rocking Horse
  - 作詞：mmm.31f.jp、中島美嘉／作曲：Lensei／編曲：小西康陽
6. Carrot & Whip
  - 作詞：中島美嘉／作曲：五島良子／編曲：CHOKKAKU
7. Shadows of you
  - 作詞：Lori Fine（COLDFEET）、中島美嘉／作曲：Celetia Martin（Big Life Music）／編曲：羽毛田丈史
8. LEGEND(Main)
  - 作詞：中島美嘉／作曲：岡野泰也／編曲：COLDFEET
9. 毒胡蘿蔔
  - 作詞：中島美嘉／作曲：依田和夫／編曲：田中義人
10. SEVEN
  - 作詞：中島美嘉／作曲：Lori Fine（COLDFEET）／編曲：COLDFEET
11. FAKE
  - 作詞：宮崎步、中島美嘉／作曲：宮崎步／編曲：宮崎步
12. Fed up
  - 作詞：中島美嘉／作曲：林浩司／編曲：根岸孝旨
13. 一個人
  - 作詞：Satomi／作曲：松本良喜／編曲：島健